# Novo-Nikolajevka (Astrachaňská oblast)
Novo-Nikolajevka je sídlo vesnického typu (selo) v Achtubinském rajónu Astrachaňské oblasti Ruska. Je sídlem stejnojmenného vesnického okresu.
Nachází se na levém břehu řeky Achtuba, asi 34 km jižně od Achtubinska.

## Historie
Roku 1826 byla založena vesnice Nikolajevskoje a stalo se součástí Černojarského ujezdu Astrachaňské gubernie.
Začátkem kolektivizace roku 1930 vznikly ve vesnici dva kolchozy. Později byly sjednoceny a pojmenovány Kalinin.
Od 1. ledna 2006 v souladu se zákonem č. 43/2004-OZ z 6. srpna 2004 byla vesnice přeměněna na sídlo vesnického typu.